# Serraca marginata
Serraca marginata là một loài bướm đêm trong họ Geometridae.